# عبد الحليم عبد الصمد
عبد الحليم عبد الصمد هو سياسي ماليزي، ولد في 1940 في ماليزيا.